# Главная северная линия
Главная северная линия (англ. Main North Line) — железнодорожная линия, часть Главной железнодорожной магистрали Южного острова, проходящая к северу от Крайстчерча в Новой Зеландии до восточного побережья Южного острова через Каикоуру и Бленем до Пиктона. Она является основным звеном в Новозеландской национальной железнодорожной сети. Линия соединяется с ролкерными паромами, идущими от Пиктона до Веллингтона. Эта линия стала самым продолжительным железнодорожным проектом в истории Новой Зеландии. Первый участок был построен в 1870-х годах, а закончена линия была к 1945 году.

## Сооружение линии
Первое предложение о сооружении железнодорожной линии, напоминающей нынешнюю Главную северную линию, было сделано в 1861 году. Это предложение по сооружению линии, связывающей Крайстчерч и Бленем было представлено Совету провинции Марлборо в апреле 1861 года. В октябре того же года, национальным правительством был подписан акт о Пиктонской железной дороге, одобряющий строительство железнодорожной линии от Пиктона до реки Уаирау, под контролем Совета провинции Марлборо. Тем не менее, вслед за политическим решением никаких работ по строительству линии в 1860-х годах предпринято не было. В 1870-х годах началось продление сети железных дорог провинции Кентербери к северу от Крайстчерча, через Каиапои и Рангиору. В 1876 году линия была продлена до Эмберли, а в 1880 году — до Уаипара. На этом этапе колея сети железных дорог Кентербери была сужена до ширины 1067 мм, а сама сеть перешла под контроль национального правительства. На противоположном конце линии велось строительство в Марлборо, где в итоге было открыто движение между Бленемом и Пиктоном. Нельсон также стремились соединить с национальной сетью железных дорог. Рассматривались варианты строительства основной линии через восточное побережье или побочной ветки, и первая часть участка Нельсон была открыта в 1877 году.
В 1880-х годах работы застопорились ввиду того, что развернулись дебаты по поводу дальнейшего маршрута линии. В 1880 году Королевская комиссия по состоянию железных дорог в Новой Зеландии посчитала, что строительство линии вдоль восточного побережья было преждевременным, но, возможно, необходимым в будущем. В то же время представители регионов Кентербери, Марлборо, Нельсон, и западного побережья отстаивали предложения, которые лучше всего подходили их интересам. В Кентербери медленно развивалась местная «Великая северная железная дорога», которая шла внутри острова от Уаипара и достигла Уаикари в 1882 году, Медбери в 1884 году, и Кулвердена в 1886 году. Кроме того, в 1882 году была создана Комиссия по расширению сети железных дорог Среднего острова (в то время Южный остров назывался Средним) для изучения предложений по строительству линии в северном направлении, в том числе по следующим маршрутам:
- от Кулвердена до Ханмер-спрингс[англ.] и Топхауса[англ.], с разделением линии на две ветки в Топхаусе: одной, идущей до Нельсона, и другой вдоль долины реки Уаирау[англ.] до Бленема.
- от Кулвердена вверх по реке Уаиау[англ.] до Рифтона[англ.], образовывая трансальпийский маршрут до западного побережья, следуя по ущелью Буллер[англ.] до Нельсона. В этот момент ещё не было выбрано маршрута для линии Мидленд[англ.], соединяющего восточное и западное побережья, и этот вариант был одним из множества кандидатов.
- от Уаипара по побережью до Бленема через Парнассус[англ.] и Каикоуру.

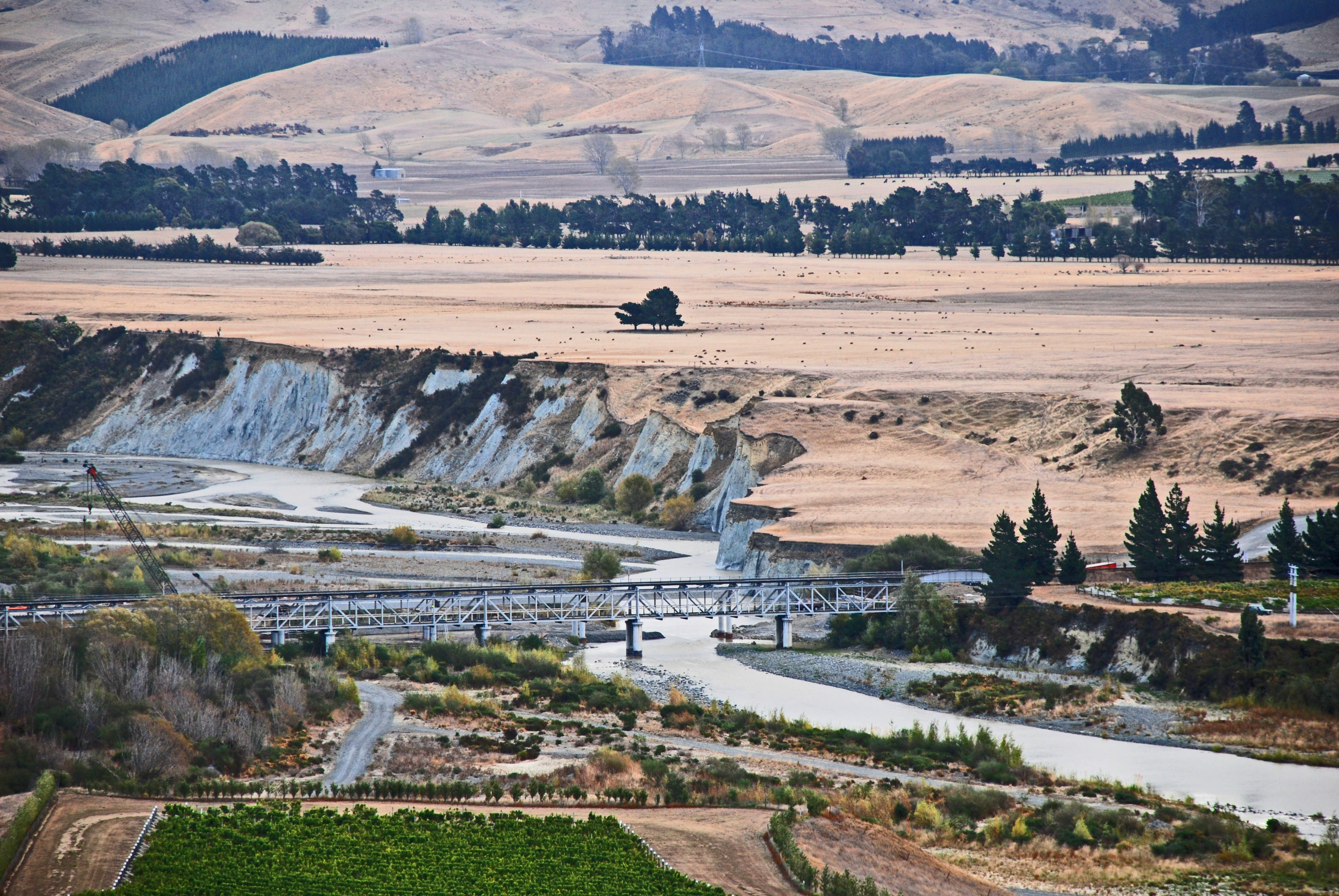
Двухэтажный мост через реку Ауатере около Седдон (город). По верхнему ярусу проходит железная дорога, а по нижнему ярусу до октября 2007 года проходило Государственное шоссе 1.

Интересы Марлборо способствовали развитию предложения о строительстве линии вдоль побережья, вследствие чего были начаты работы по продлению железнодорожной линии к югу от Бленема. В Кентербери продолжалось вялое строительство линии в северном направлении, и когда в 1886 году линия достигла Кулвердена, он стал конечной станцией основной линии на восточном побережье. Примерно после 15 лет бездействия, в начале 20 века, начались работы по строительству ветки вдоль побережья к северу от Уаипара. В 1902 году эта линия достигла Скаргилла, в 1905 году — Этелтона, в 1907 году — Дометта, в 1910 году — Чевиота. В 1912 году линия пересекла реку Уаиау, через которую был построен мост длиной 706 метров, и по линии было открыто движение до Парнассуса. В течение следующих двух лет велось строительство линии от Парнассуса по долине реки Лидер, где было проложено около трёх километров пути, подготовлено несколько километров балластного слоя, выполнены работы по отводу потока реки Хукхемсниви-Крик и начались работы по строительству моста через реку Лидер. Планировалось, что линия пройдёт до Каикоуры по ряду речных долин, таких как: Конвей и Чаруелл. Однако с началом Первой мировой войны строительство было заморожено, а линия после Парнассуса — демонтирована. С другой стороны, к югу от Бленема, линия прошла через Седдон и Уорд, но с началом войны строительство было приостановлено в районе Уарануи.
Не все работы были приостановлены в течение войны. Компания по продлению линии от Кулвердена до Уаиау была успешной, и сооружение линии продолжалось в течение войны, а движение до Уаиау было открыто 15 декабря 1919 года. Это обнадёжило сторонников маршрута, проходящего по внутренней части острова, и привело к подготовке 3 километров пути от Уаиау до Каикоуры, но в итоге из этого начинания ничего не получилось, и Уаиау осталась конечной станцией. В 1920-х годах в строительстве линии произошёл незначительный прогресс, в то время как продолжалось оспаривание доводов различных групп интересов, правительства и экспертных заключений. На этом этапе возможно было продолжение линии по любому маршруту — по долине Лидер или через Топхаус, но примерно в это же время начал формироваться маршрут из Парнассуса, проходивший восточнее долины Лидер, который и стал современным маршрутом.
В конце 1920-х годов к югу от Уарануи строительство было возобновлено вдоль линии побережья, но вскоре с наступлением Великой депрессии процесс строительства вновь остановился. Давление общественности по поводу возобновления работ было сильным, и как только в экономике наметились улучшения, в 1936 году правительством были отданы распоряжения о завершении строительства линии в течение четырёх лет. В 1939 году было открыто движение по линии до Хундали, но наступившая Вторая мировая война снова вызвала задержки в строительстве, и за четыре года линию достроить не удалось. Тем не менее, в течение войны строительство продолжалось, и вскоре после войны северная и южная части линии встретились в Каикоуре. Движение по главной северной линии от Крайстчерча до Пиктона было официально открыто 15 декабря 1945 года.

## Операции

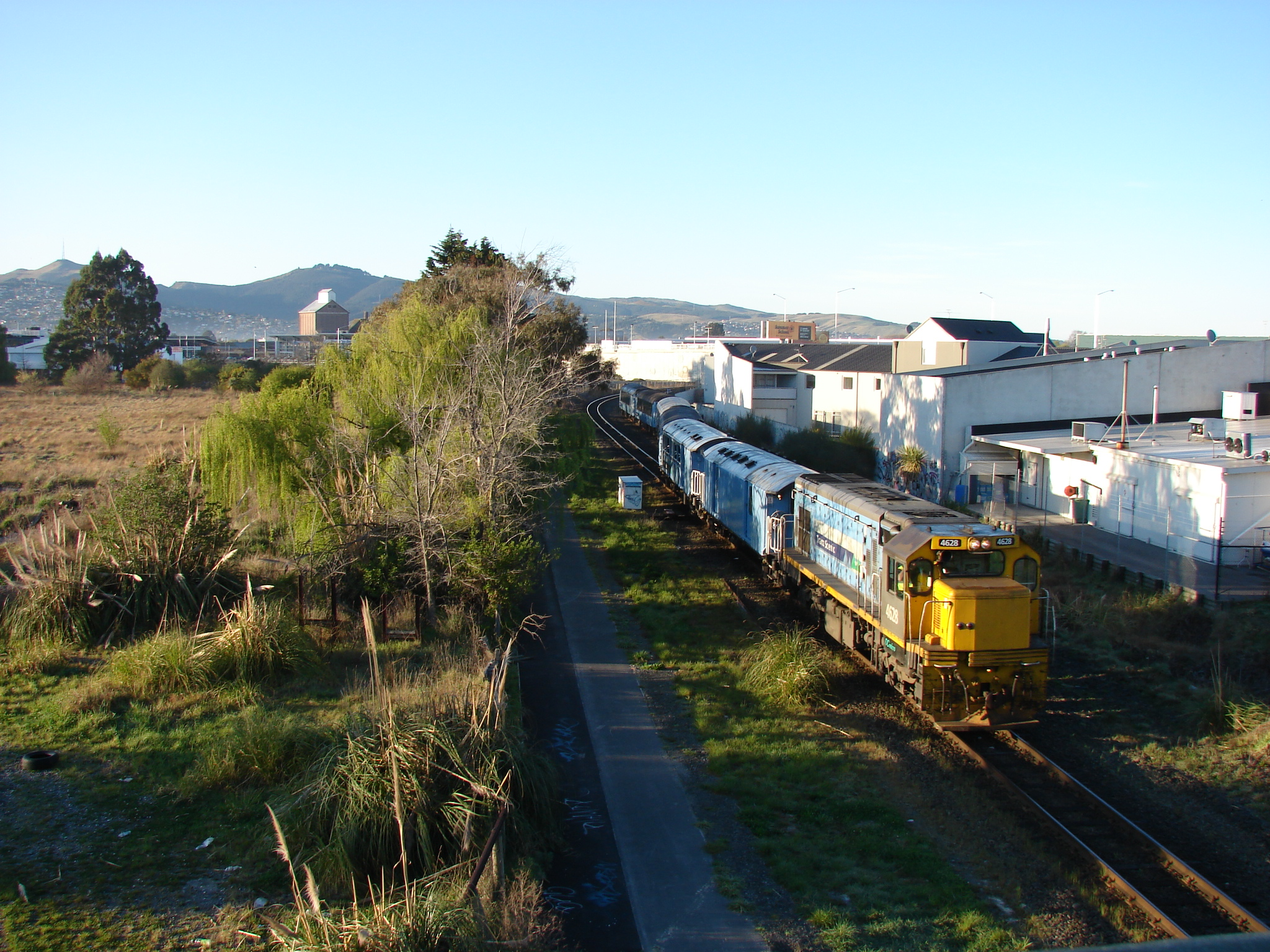
Направляющийся в Пиктон поезд TranzCoastal на станции Крайстчерч

За несколько десятилетий до того, как соединились северный и южный отрезки линии, на Кентерберийском участке движение поездов было открыто до конечной станции в Кулвердене, даже после того, как линия по побережью достигла Парнассуса. Наиболее важным пассажирским поездом был Culverden Express, при этом вагоны до Парнассуса отцеплялись в Уаипара. Экспресс был дополнен более медленными грузопассажирскими поездами. Когда в 1919 году ветка Уаиау достигла Уаиау, был добавлен один грузовой поезд между Крайстчерчем и Кулверденом, а пассажирский поезд ходил дважды в день; эти услуги оказывались три раза в неделю. На участке Главной северной линии между Крайстчерчем и Рангиорой обращались пригородные поезда с Оксфордской ветки и ветки Эйретон.
В середине 1920-х годов Парнассус стал конечной станцией, а грузовые вагоны отцеплялись в Уаипара и доставлялись в Кулверден. Примерно в это же время на поезде была опробована схема раскраски «Midland Red», которая затем использовалась на пассажирских поездах вплоть до 1990-х годов.
В 1930 году Королевская комиссия по железнодорожному транспорту Новой Зеландии постановила, что все пассажирские перевозки на южной и северной секциях должны осуществляться грузопассажирскими поездами, но это не было положительно воспринято общественностью. Тем не менее, 29 января 1939 года пассажирские перевозки на линии Уаиау были отменены.
Когда линия была закончена, между Крайстчерчем и Пиктоном был запущен Picton Express. Десятилетием позже на маршруте между Крайстчерчем и Пиктоном появились 88-местные автомотрисы RM.
Живописные окрестности маршрута, особенно в районе Каикоуры, привели к созданию туристического поезда Coastal Pacific. Этот экспресс преодолевает расстояние между Крайстчерчем и Пиктоном за 5 часов 20 минут. Он был запущен 25 сентября 1988 года и позже был переименован в TranzCoastal. Летом 1994 — 1995 годов в дополнение к нему был запущен Lynx Express, преодолевающий тот же маршрут быстрее, и спроектированный совместимым с быстроходным паромом Lynx, отправляющимся из Пиктона. Проект оказался неудачным, и в последующие годы не использовался. TranzCoastal был отменён после землетрясения в феврале 2011 года, и был возобновлён в августе того же года под своим первоначальным названием, Coastal Pacific.

## Второстепенные ветки

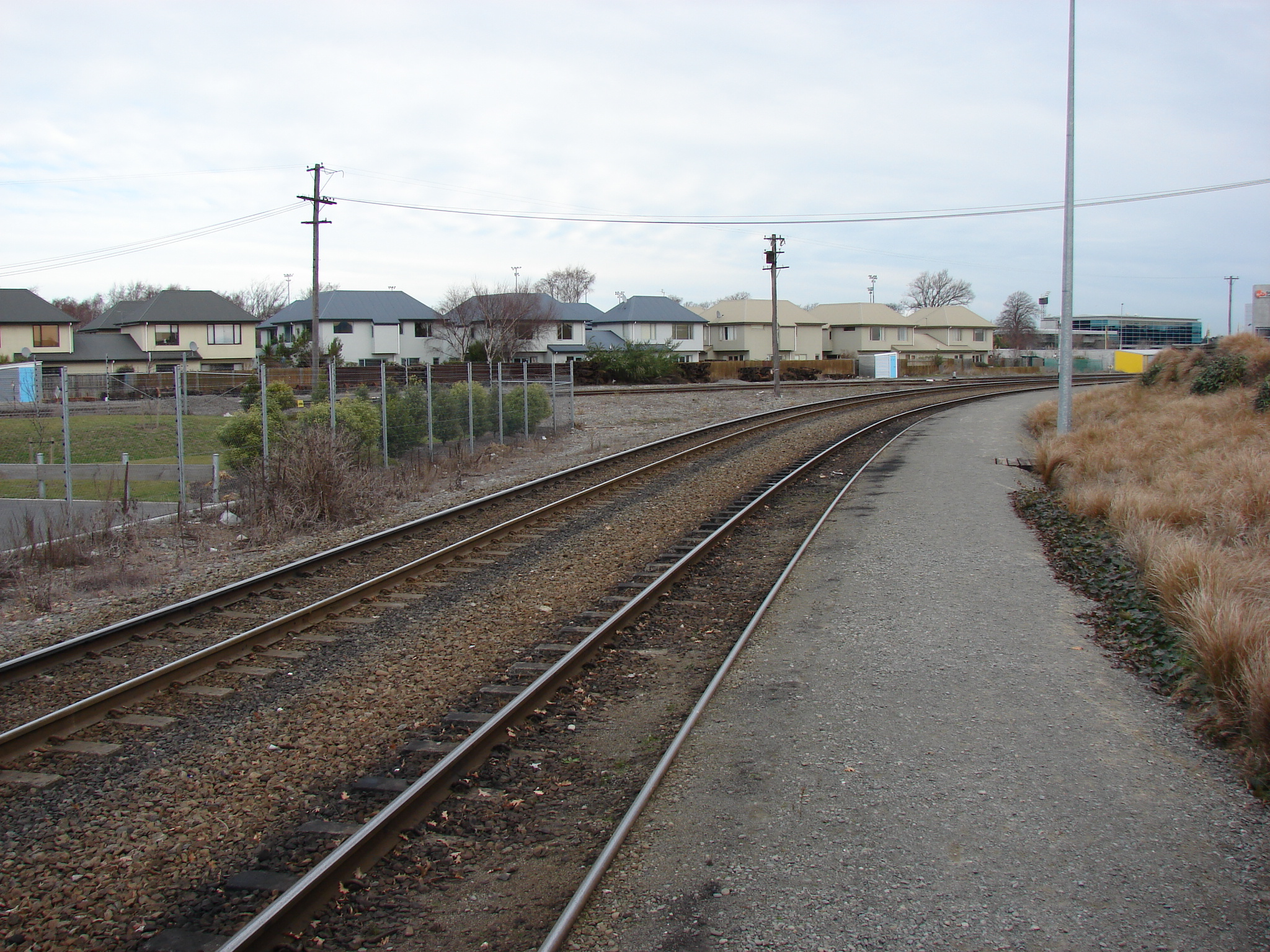
Соединение в Аддингтоне — место, где Главная северная линия встречается с Главной южной линией

Главная северная линия встречается с Главной южной линией в Аддингтоне, пригороде Крайстчерча. В отличие от Главной южной линии, от Главной северной линии отходят всего лишь несколько второстепенных веток:
- ветка Эйретон[англ.] (ответвляется в соединении Эйретон, закрыта в 1954 году)
- ветка Оксфорд[англ.] (ответвляется в Рангиоре, закрыта в 1959 году)
- ветка Уаиау[англ.] (ответвляется в Уаипара[англ.], закрыта в 1978 году)

В 1960 году начались работы по строительству линии, соединяющей Нельсон и Бленем, но смена правительства повлекла за собой изменение приоритетов и этот проект был заморожен. В настоящее время с Главной северной линией действующие второстепенные линии не соединяются. Первые 13 километров ветки Уаиау были восстановлены как железная дорога Уека-Пасс, которая соединяется с Главной северной линией в Уаипара.